# La Cruz (Nariño)
Pour les articles homonymes, voir La Cruz.
La Cruz est une municipalité située dans le département de Nariño en Colombie.